# База субмарин в Ла-Рошели
База субмарин в Ла-Рошели — огромный бункер для подводных лодок времён Второй мировой войны, предназначенный для укрытия  3-й флотилии субмарин Кригсмарине  от ВВС союзников. Как и другие аналогичные базы-бункеры на французском побережье Бискайского залива, эта база была частью  Атлантического вала. Также эту базу называют База Ла-Паллис, по названию бывшего квартала города Ла-Рошель.

## История

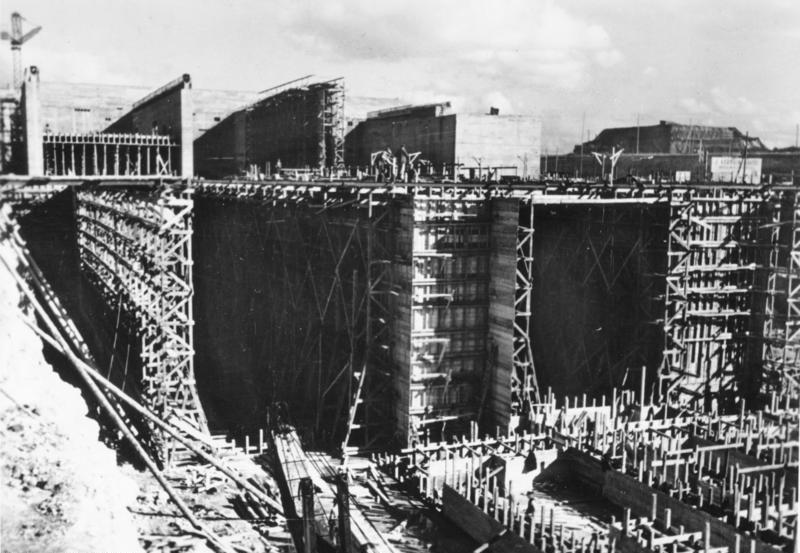
Строительство бункера, октябрь 1942

Строительство, порученное Организации Тодта, началось в апреле 1941 года к востоку от акватории порта Паллис (сегодня — Большой морской порт Ла-Рошель). На строительстве было задействовано 2143 рабочих. Условия труда были тяжёлыми, работы шли днём и ночью и закончились в 1943 году.
Бункер занимает площадь в 3,5 га, имея размеры 192,25 х 165 метров и 19 метров высотой. Его стены имеют толщину в 2 и 3,5 метра, его кровля составлена из двух бетонных плит 3,5 метра толщиной. Общий объём железобетона составляет 425 000 м³. Бункер состоит из 10 пеналов. Бетонный шлюз укреплён по тем же принципам, что и сам бункер. На базе были размещено множество блокгаузов: с электростанцией, склады боеприпасов и топлива, а также оборонительные.

## Интересные факты
- Бункер субмарин в Ла-Паллис в 1980 году послужил местом съёмок для фильмов «Лодка» (режиссёр — Вольфганг Петерсен) и «Индиана Джонс: В поисках утраченного ковчега» (режиссёр — Джордж Лукас.
- Действие компьютерной игры Commandos 2: Men of Courage (миссии «Ночь волков» и «Лодки: безмолвные убийцы») происходит на базе в Ла-Паллис.